# Popscene

Popscene è un singolo del gruppo musicale inglese dei Blur, pubblicato nel 1992.

## Il brano
Il brano è stato pubblicato come singolo apripista del secondo album in studio della band, ossia Modern Life Is Rubbish, ma poi non è stato inserito nella tracklist dello stesso disco. 
È considerato uno dei primi brani indirizzabili nel filone definito britpop.
Fino al 2009 non era stato inserito in nessun disco del gruppo. Nel 2009 è stato inserito nella compilation Midlife: A Beginner's Guide to Blur.

## Tracce
7" e cassetta
1. Popscene – 3:12
2. Mace – 3:24

12"
1. Popscene – 3:12
2. I'm Fine – 3:01
3. Mace – 3:24
4. Garden Central – 5:58

CD
1. Popscene – 3:12
2. Mace – 3:24
3. Badgeman Brown – 4:47

## Formazione
Gruppo
- Damon Albarn - voce, tastiere
- Graham Coxon - chitarra, voce
- Alex James - basso
- Dave Rowntree - batteria

Collaboratori
- The Kick Horns - ottoni

## Classifiche
| Classifica (1992) | Posizione massima |
| ----------------- | ----------------- |
| Regno Unito       | 32                |